# Ireneusz Gwidon Kamiński
Ireneusz Gwidon Kamiński (ur. 1 marca 1925 w Gnieźnie, zm. 13 września 1996 w Szczecinie) – polski prozaik.

## Życiorys
Ukończył I Liceum Ogólnokształcące w Gnieźnie – maturą w 1947 roku. Ukończył filologię polską na Uniwersytecie im. Adama Mickiewicza. W latach 1942–1945 był na robotach przymusowych w III Rzeszy. Debiutował w 1950 roku na łamach tygodnika „Wieś” (Łódź) jako poeta. W latach 1949–1954 był współpracownikiem prasy poznańskiej. Należał do ZMP w latach 1950–1952, od 1953 roku należał do PZPR. Od 1954 roku mieszkał w Szczecinie, gdzie w 1956-1957 był redaktorem działu literackiego tygodnika społeczno-kulturalnego „Ziemia i Morze”. Pod redakcją I. G. Kamińskiego ukazał się „Almanach Szczecin Literacki” 1958 roku. Był prezesem szczecińskiego oddziału Związku Literatów Polskich w latach 1958–1963, 1967–1970, 1980–1983. W latach 1971–1985 był zastępcą redaktora naczelnego kwartalnika „Vinieta”. Pochowany w kwaterze zasłużonych na cmentarzu Centralnym w Szczecinie.
Odznaczony m.in.: Krzyżem Komandorskim i Kawalerskim Orderu Odrodzenia Polski.

## Nagrody
- 1958 r. - nagroda miasta Szczecina
- 1961 r. - nagroda Wojewódzkiej Rady Narodowej w Szczecinie za działalność literacką i społeczną
- 1968 r. - kolejna nagroda Wojewódzkiej Rady Narodowej

## Twórczość
- Węgierska opowieść (1954)
- Czerwony sokół (1957)
- Mściciel przypływa z Rugii (1958)
- Czas słońca (1960)
- Białe wrony (1963)
- Anastazja, czyli opowieści garbusa (1969)
- Paszcza smoka (1970)
- Krystyna i rapier (1971)
- Odro, rzeko pogańska (1975)
- Święty ateusz (1988)[2]
- Kontredans (1988)[3]
- Retrospekcja (1990)[4]
- Diabelska ballada (1992)
- Dziesiąta planeta (1995)[5]